# Michele Serpilli
Michele Serpilli (Ancona, 12 marzo 1999) è un cestista italiano.

## Carriera
Inizia a giocare a pallacanestro nel settore giovanile della Stamura Ancona, squadra della sua città natale, per poi passare a quello della Victoria Libertas Pesaro.
Esordisce in Serie A all'età di 16 anni, più esattamente il 30 novembre 2015, in occasione della sconfitta casalinga in favore della Vanoli Cremona.
Nella stessa stagione torna in campo anche in occasione delle due vittorie ai danni dell'Aquila Trento e della Dinamo Sassari, senza però riuscire a realizzare punti.
Nella stagione 2016-2017 entra in campo per la prima volta contro la Juvecaserta nella 27ª giornata di campionato. Successivamente gioca 11 minuti contro l'Orlandina Basket e segna i suoi primi punti in massima serie, realizzando una tripla.
La stagione 2017-2018 rappresenta per il giocatore anconetano il vero e proprio inserimento in prima squadra: gioca in totale 20 partite, segnando 17 punti, e riuscendo a partire per la prima volta nel quintetto titolare in occasione della sesta giornata d'andata contro l'Orlandina Basket. La stagione successiva viene girato in prestito ai Legnano Knights in Serie A2 dove disputa un ottimo campionato, segnando 198 punti in 28 partite, nove delle quali giocate da titolare.
Rimane in serie cadetta anche per la stagione 2019-2020, dove questa volta viene girato in prestito alla Poderosa Montegranaro. Anche in quest'occasione riesce a mettere in mostra le proprie doti segnando 153 punti in 24 partite, 13 delle quali partendo dal quintetto base.

## Statistiche

### Campionato stagione regolare
| Stagione        | Squadra           | Competizione    | Partite | Partite | Partite | Statistiche tiro | Statistiche tiro | Statistiche tiro | Altre statistiche | Altre statistiche | Altre statistiche | Altre statistiche | Altre statistiche |
| Stagione        | Squadra           | Competizione    | Pres.   | Titol.  | Minuti  | Tiri da 2        | Tiri da 3        | Liberi           | Rimb.             | Assist            | Rubate            | Stopp.            | Punti             |
| --------------- | ----------------- | --------------- | ------- | ------- | ------- | ---------------- | ---------------- | ---------------- | ----------------- | ----------------- | ----------------- | ----------------- | ----------------- |
| 2015-2016       | VL Pesaro         | Serie A         | 3       | 0       | 3       | 0/0              | 0/0              | 0/0              | 0                 | 0                 | 0                 | 0                 | 0                 |
| 2016-2017       | VL Pesaro         | Serie A         | 2       | 0       | 12      | 0/0              | 1/2              | 0/0              | 1                 | 1                 | 0                 | 0                 | 3                 |
| 2017-2018       | VL Pesaro         | Serie A         | 20      | 1       | 120     | 3/12             | 3/13             | 2/3              | 22                | 3                 | 4                 | 4                 | 17                |
| 2018-2019       | Legnano Knights   | Serie A2        | 28      | 9       | 646     | 35/65            | 40/117           | 8/8              | 122               | 18                | 17                | 5                 | 198               |
| 2019-2020       | Pod. Montegranaro | Serie A2        | 24      | 13      | 524     | 20/51            | 36/90            | 5/8              | 95                | 10                | 10                | 3                 | 153               |
| 2020-2021       | VL Pesaro         | Serie A         | 4       | 0       | 25      | 0/1              | 5/7              | 0/0              | 5                 | 0                 | 1                 | 0                 | 15                |
| Totale carriera | Totale carriera   | Totale carriera | 81      | 23      | 1330    | 58/129           | 85/229           | 15/19            | 245               | 32                | 32                | 12                | 386               |

### Supercoppa italiana
| Stagione        | Squadra           | Competizione        | Partite | Partite | Partite | Statistiche tiro | Statistiche tiro | Statistiche tiro | Altre statistiche | Altre statistiche | Altre statistiche | Altre statistiche | Altre statistiche |
| Stagione        | Squadra           | Competizione        | Pres.   | Titol.  | Minuti  | Tiri da 2        | Tiri da 3        | Liberi           | Rimb.             | Assist            | Rubate            | Stopp.            | Punti             |
| --------------- | ----------------- | ------------------- | ------- | ------- | ------- | ---------------- | ---------------- | ---------------- | ----------------- | ----------------- | ----------------- | ----------------- | ----------------- |
| 2019            | Pod. Montegranaro | Supercoppa LNP      | 4       | 4       | 72      | 2/8              | 7/9              | 1/2              | 5                 | 1                 | 0                 | 2                 | 26                |
| 2020            | VL Pesaro         | Supercoppa italiana | 3       | 0       | 33      | 5/6              | 3/8              | 0/1              | 6                 | 2                 | 2                 | 0                 | 19                |
| Totale carriera | Totale carriera   | Totale carriera     | 7       | 4       | 105     | 7/14             | 10/17            | 1/3              | 11                | 3                 | 2                 | 2                 | 45                |